# Comuna Prîvilne, Vilneansk
Prîvilne (în ucraineană Привільне) este o comună în raionul Vilneansk, regiunea Zaporijjea, Ucraina, formată din satele Bohdanivka, Prîvilne (reședința), Terseanka și Vasîlkivske.

## Demografie
Componența lingvistică a comunei Prîvilne
     Ucraineană (92,87%)
     Rusă (5,87%)
Conform recensământului din 2001, majoritatea populației comunei Prîvilne era vorbitoare de ucraineană (92,87%), existând în minoritate și vorbitori de rusă (5,87%).